# Kunratice (okres Děčín)
Kunratice (německy Kunnersdorf) jsou obec v okrese Děčín v Ústeckém kraji. Včetně částí Lipnice a Studený v obci žije 266 obyvatel.

## Historie
První písemná zmínka o vesnici pochází z roku 1380.
Po druhé světové válce došlo v obci k vysídlení původních německých obyvatel.

## Obyvatelstvo
Při sčítání lidu v roce 1921 ve vsi žilo 428 obyvatel (z toho 211 mužů) německé národnosti, kteří byli s výjimkou dvou evangelíků římskými katolíky. Podle sčítání lidu z roku 1930 měla vesnice 494 obyvatel: šest Čechoslováků, 487 Němců a jednoho cizince. Kromě tří evangelíků a pěti lidí bez vyznání byli římskými katolíky.
| Rok            | 1869 | 1880 | 1890 | 1900 | 1910 | 1921 | 1930 | 1950 | 1961 | 1970 | 1980 | 1991 | 2001 | 2011 | 2021 |
| -------------- | ---- | ---- | ---- | ---- | ---- | ---- | ---- | ---- | ---- | ---- | ---- | ---- | ---- | ---- | ---- |
| Počet obyvatel | 564  | 550  | 522  | 484  | 501  | 428  | 494  | 264  | 238  | 238  | 224  | 166  | 216  | 216  | 196  |
| Počet domů     | 92   | 97   | 98   | 98   | 97   | 95   | 101  | 100  | 62   | 59   | 52   | 61   | 68   | 62   | 62   |

## Části obce
- Kunratice
- Lipnice
- Studený

## Pamětihodnosti
- Venkovský dům čp. 46